# پینت کریت (تگزاس)
پینت کریت (به انگلیسی: Paint Creek) یک منطقهٔ مسکونی در ایالات متحده آمریکا است که در شهرستان هسکل، تگزاس واقع شده‌است. پینت کریت ۳۲۴ نفر جمعیت دارد.